# Monte Veve
El monte Veve es un estratovolcán extinguido, origen de la isla de Kolombangara, en las Islas Salomón. Es el único, y por tanto, el monte más elevado de dicha isla, alcanzando una altitud de 1768 m, con una prominencia equivalente. Se le han realizado prospecciones en busca de mineralizaciones de cobre con oro, y de plata con oro.